# De korenoogst

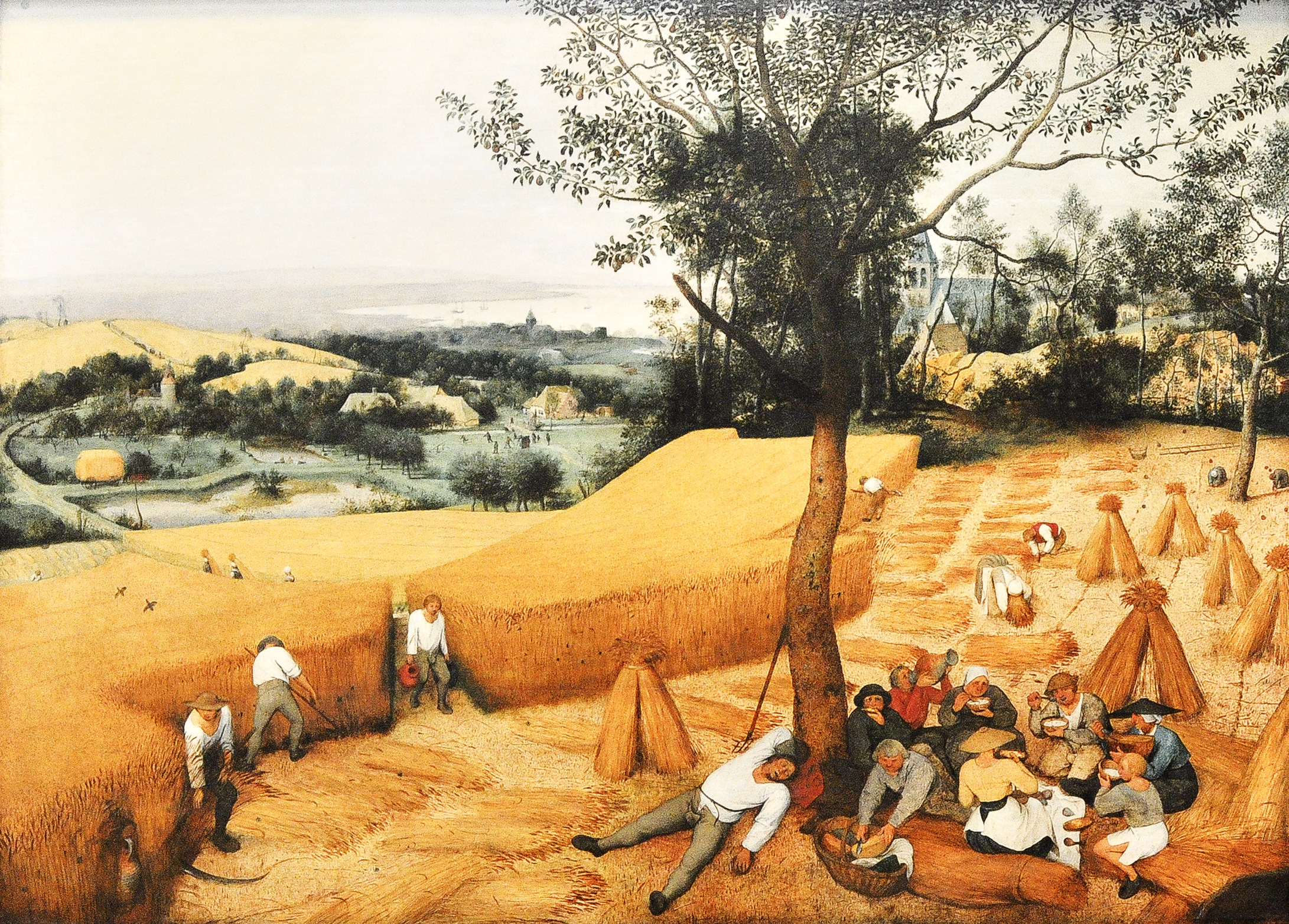
De oogst (olieverf op paneel - 160x120cm)

De korenoogst is een schilderij uit 1565 van Pieter Bruegel de Oude dat toebehoort aan het Metropolitan Museum of Art te New York. Het is gemaakt in opdracht van Nicolaas Jonghelinck als onderdeel van de zesdelige reeks De twaalf maanden.
Pieter Bruegel de Oude zorgde voor een ommekeer in de Westerse schilderkunst. Het landschap was niet langer ondergeschikt aan religieuze onderwerpen. Hij gaf de aanzet tot het ontstaan van een nieuw genre, de landschapschilderkunst dat zich pas in de 17e eeuw zou ontwikkelen. Hij slaagde er als eerste in een werkelijk beeld van de natuur weer te geven in plaats van een gekunsteld of een geïdealiseerd. Zijn detailtechniek evenaart die van de Vlaamse Primitieven die hij combineert met de schoonheidsidealen van de renaissance. Zijn leermeester Pieter Coecke van Aelst heeft hem hierbij zeker geïnspireerd.
Zijn vernieuwing zit in het centraal stellen van de gewone man, hier de boeren die oogsten. Alhoewel hij in de stad woonde en in opdracht van rijke mensen schilderde zette hij ze niet neer als minderwaardige mensen maar had er respect en sympathie voor. Hij toonde hun leven vol kommer en kwel maar ook met de geneugtes.

## Bruegel en Nicolaes Jongelinck
Niclaes Jongelinck, een kunstverzamelaar, bestelde dit werk voor zijn woning net buiten Antwerpen en koos de thema's. Het maakt deel uit van een reeks van zes waarvan er vijf nog bestaan. Ze worden onder meer bewaard in het Kunsthistorisches Museum en in het Paleis Lobkowicz in de Praagse burcht. Jongelinck bracht Bruegel in contact met de aardrijkskundige Abraham Ortelius, de filosoof Dirck Volkertsz. Coornhert en de drukker Christoffel Plantijn.

## Galerij

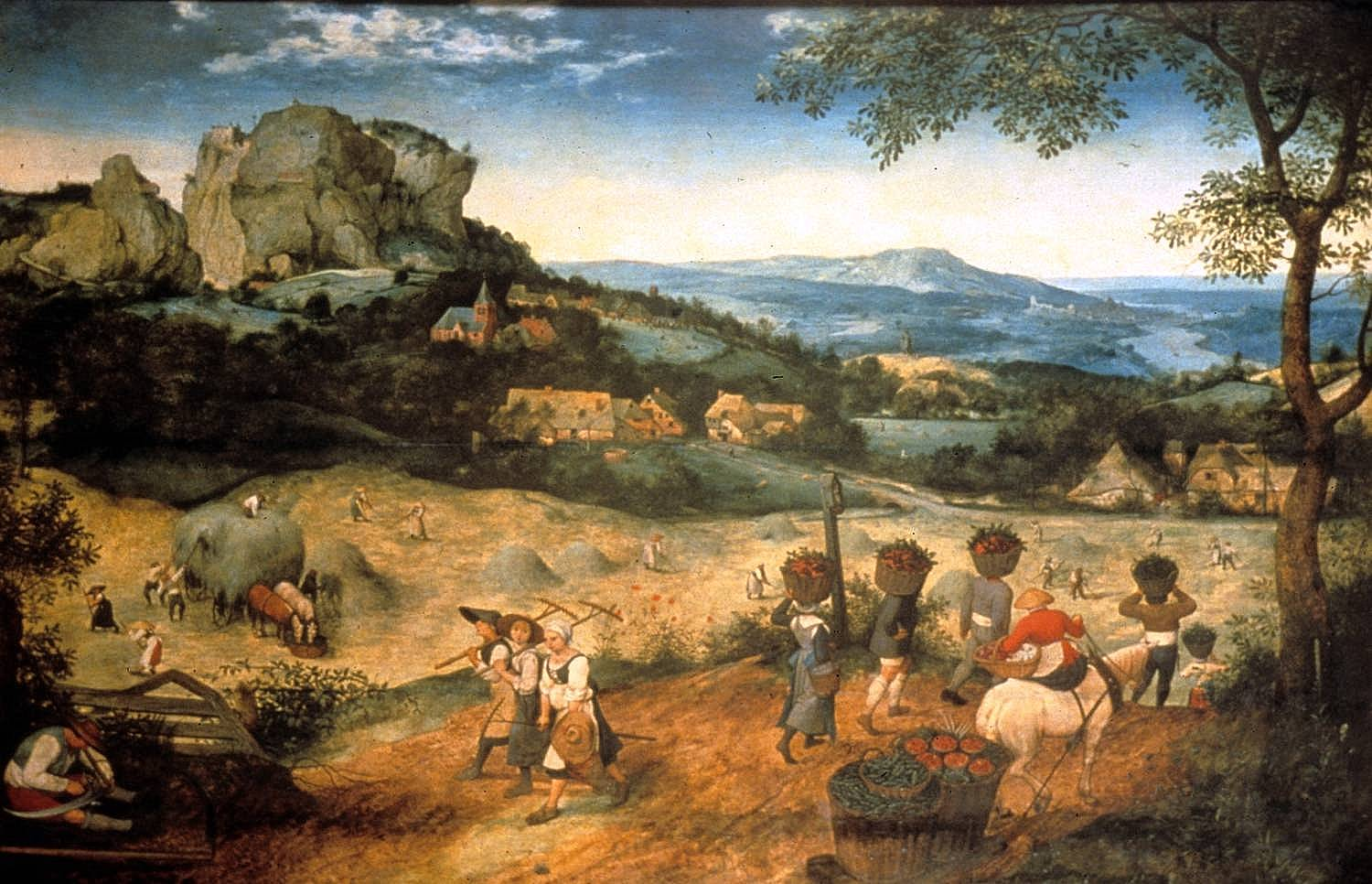
Hooien in het Paleis Lobkowicz, behorend tot de reeks

## Bron
- De Mooiste Schilderijen in België - Oude Meesters van Luc Corremans, uitgeverij Roularta Books en Luc Corremans